# 木更津市立畑沢中学校
木更津市立畑沢中学校（きさらづしりつ はたざわちゅうがっこう）は、千葉県木更津市にある公立中学校。
木更津市立畑沢小学校からの入学者が多数、木更津市立波岡小学校からの入学者が少数である。
かつては近辺に新日鉄の集合社宅があったため、新日鉄およびその関連会社の社員の子弟が多く通っていたが、近年は宅地開発が更に進むとともに東京湾アクアラインの開通により住民構成に変化がみられ、生徒数も増加傾向にある。

## 沿革
- 1980年（昭和55年） - 木更津市立木更津第二中学校より分離
- 1983年（昭和58年） - 木更津市立波岡中学校が分離

## 出身有名人
- KAZUKI（モデル）
- Nanami（モデル・女優）
- 吉田愛（タレント・女優）

## 連絡先
- 住所 〒292-0825　千葉県木更津市畑沢1053-1